# Moritz Mitzenheim
Moritz Mitzenheim (ur. 17 sierpnia 1891 w Hildburghausen, zm. 4 sierpnia 1977 w Eisenach) – niemiecki duchowny ewangelicki, działacz antynazistowski, w latach 1945–1970 biskup krajowy Ewangelicko-Luterańskiego Kościoła Krajowego Turyngii, doktor honoris causa Chrześcijańskiej Akademii Teologicznej w Warszawie.

## Życiorys
Od 1911 studiował teologię w Lipsku, Heidelbergu, Berlinie i Jenie. W 1916 został proboszczem w Wallendorfie, w 1917 w Saalfeld/Saale a w 1929 w Eisenach. Obok pracy pastorskiej zajmował się działalnością wydawniczą (redaktor czasopism kościelnych „Saalfelder Heimatglocken“, „Aus Luthers lieber Stadt“, „Glaube und Heimat“), chóralną i młodzieżową. W okresie III Rzeszy sprzeciwiał się nazyfikacji Kościoła ewangelickiego. Należał do Luterskiego Stowarzyszenia Wyznaniowego (Luth. Bekenntnisgemeinschaft) występującego przeciw działalności tzw. niemieckich chrześcijan.
W 1945 został biskupem krajowym Ewangelicko-Luterańskiego Kościoła Krajowego Turyngii. W okresie panowania sowieckich władz okupacyjnych i później w warunkach Niemieckiej Republiki Demokratycznej zabiegał o utrzymanie możliwie szerokiego zakresu działalności Kościoła. W latach 1955–1961 był członkiem Rady Kościoła Ewangelickiego Niemiec (EKD). W 1970 zakończył pełnienie funkcji biskupa krajowego.
Uzyskał doktoraty honorowe uniwersytetów w Jenie (1947) i Bratysławie (1962). W 1974 tytuł doktora honoris causa nadał mu Senat Chrześcijańskiej Akademii Teologicznej w Warszawie.
Został obywatelem honorowym Eisenach (1961) i Hildburghausen (1964).

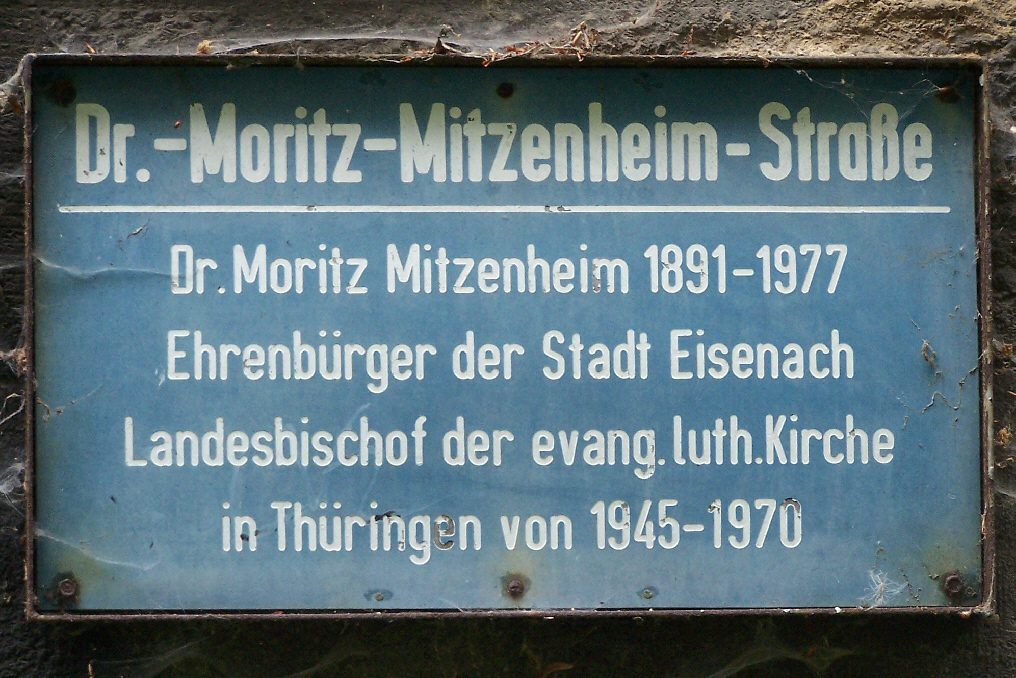
Tablica z nazwą ulicy Moritza Mitzenheima w Eisenach

Władze NRD odznaczyły go w 1961 Złotym Orderem Zasługi dla Ojczyzny (Vaterländ. Verdienstorden in Gold).